# Jaroslava Varella Valentová
Jaroslava Varella Valentová (ur. 1 sierpnia 1981 w Třebíču) – czeska antropolog, specjalistka w zakresie etologii, psychologii ewolucyjnej i antropologii ewolucyjnej. Zajmuje się orientacją seksualną, płcią i męskością.

## Życiorys
Jest absolwentką Uniwersytetu Karola w Pradze, gdzie uzyskała magisterium i doktorat z antropologii.
W 2013 r. została zatrudniona jako pracownik naukowy Centrum Badań Teoretycznych Uniwersytetu Karola i Akademii Nauk Republiki Czeskiej. W 2015 r. objęła profesurę na uniwersytecie w São Paulo.

## Publikacje (wybór)
- Evoluční teorie mužské homosexuality (2012)
- Souvislost mužské sexuální orientace a pořadí narození: review (2012)
- Preferences for facial and vocal masculinity in homosexual men: the role of relationship status, sexual restrictiveness, and self-perceived masculinity (współautorstwo, 2013)
- Shape differences between the faces of heterosexual and homosexual men (współautorstwo, 2014)